# زمین‌باستان‌شناسی

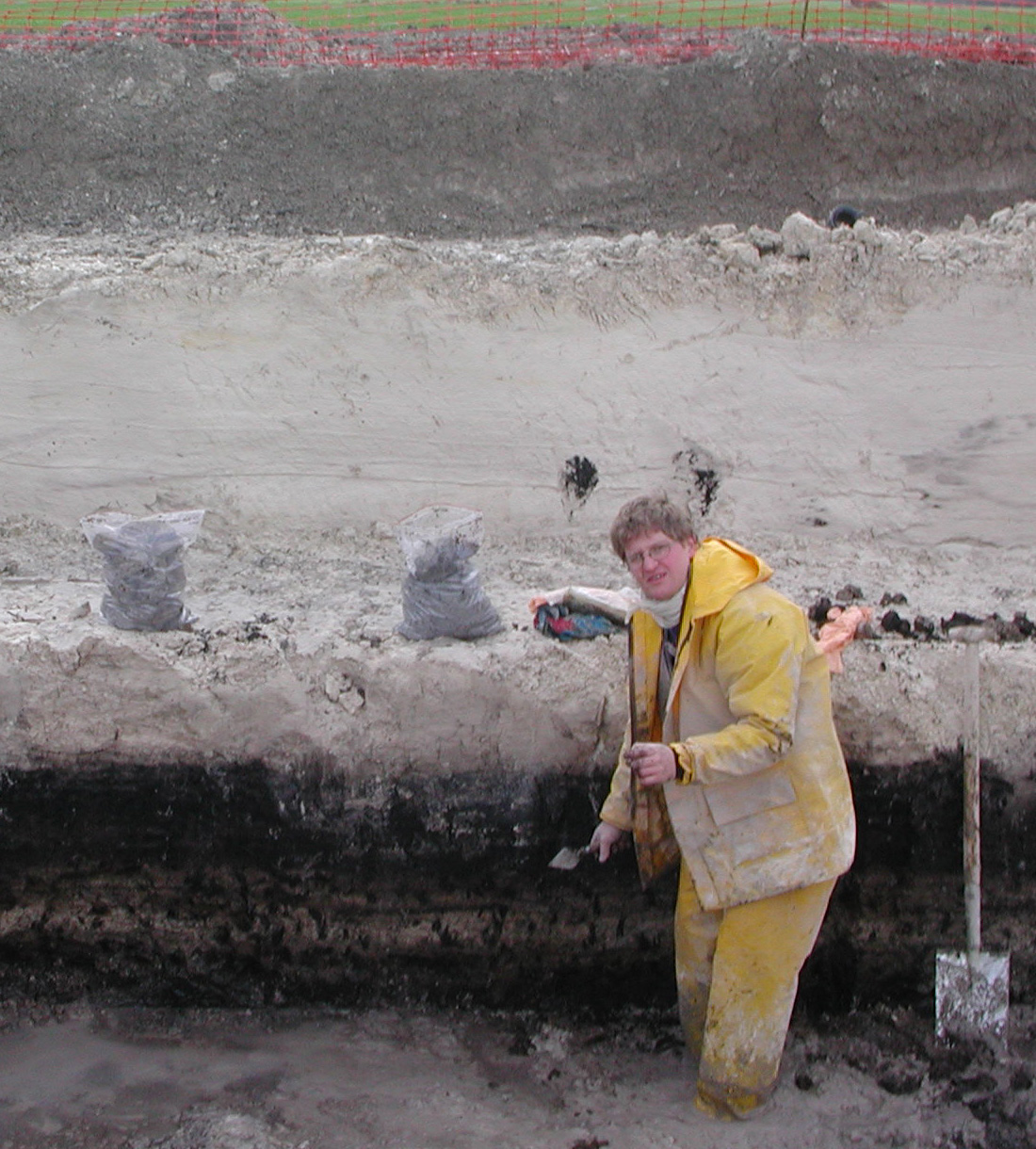
یک زمین‌باستان‌شناس در حال بررسی چینه‌شناسی مسیر خط راه‌آهن پرسرعت LGV Est.

زمین‌باستان‌شناسی (انگلیسی: Geoarchaeology) یک گرایش چندرشته‌ای است که از تکنیک‌ها و ابزارهای مطالعاتی جغرافیا، زمین‌شناسی، ژئوفیزیک و دیگر علوم زمین با هدف بررسی موضوعات مرتبط با باستان‌شناسی بهره می‌گیرد. زمین‌باستان‌شناسان فرایندهای طبیعی و فیزیکی تأثیرگذار در محوطه‌های باستانی، مانند ژئومورفولوژی، شکل‌گیری این محوطه‌ها طی فرایندهای زمین‌شناختی و تأثیر آن بر محوطه‌های مدفون و دست‌ساخته‌های پس از رسوب‌گذاری را مطالعه و بررسی می‌کنند. کار زمین‌باستان‌شناسان به‌طور پیوسته با مطالعه خاک و رسوب و دیگر مفاهیم جغرافیایی لازم برای یک مطالعه باستان‌شناختی همراه است. همچنین زمین‌باستان‌شناسان ممکن است از ترکیب نقشه‌نگاری رایانه‌ای، سامانه اطلاعات جغرافیایی (GIS) و مدل‌های رقومی ارتفاعی (DEM) با رشته‌های علوم اجتماعی و انسانی و رشته‌های علوم زمین نیز استفاده کنند. زمین‌باستان‌شناسی برای جامعه اهمیت دارد، زیرا اطلاعات ژئومورفولوژی خاک، رسوب و سنگ‌های محوطه‌های مدفون و دست‌ساخته‌های مورد تحقیق را برای باستان‌شناسان فراهم می‌سازد. با بهره‌گیری از این اطلاعات، دانشمندان می‌توانند موقعیت شهرها و دست‌ساخته‌های باستانی را تعیین کرده و با توجه به کیفیت خاک، تخمین بزنند که آن‌ها واقعاً چقدر «پیشاتاریخی» هستند. زمین‌باستان‌شناسی زیرشاخه‌ای از باستان‌شناسی محیطی به‌شمار می‌رود، زیرا خاک می‌تواند بر اثر رفتار انسانی تغییر کرده و جایگزین شود که پس از آن باستان‌شناسان قادر به مطالعه و بازسازی چشم‌اندازها و شرایط گذشته هستند.